# Eucheilota ventricularis
Eucheilota ventricularis är en nässeldjursart som beskrevs av Edward McCrady 1859. Eucheilota ventricularis ingår i släktet Eucheilota och familjen Lovenellidae. Inga underarter finns listade i Catalogue of Life.